# Mua hàng tích trữ
Mua hàng tích trữ là hiện tượng người tiêu dùng mua một lượng lớn sản phẩm bất thường khi nhận thấy một thảm họa xảy ra trước mắt, hoặc dự đoán về đợt tăng giá lớn hoặc thiếu sản phẩm trầm trọng.
Mua hàng tích trữ là một dạng của hành vi bầy đàn. Lý thuyết hành vi của người tiêu dùng nghiên cứu và giải thích đây "là hành động tập thể tựa như mốt thời trang, là hoạt động của thị trường chứng khoán, có sự đột biến về mặt hàng tiêu dùng không lâu bền (nondurable goods), mua hàng, tích trữ và đột biến rút tiền gửi ".
Khi nguy cơ thiếu hụt là có thực hay nhận thức được, mua hàng tích trữ sẽ dẫn đến sự thiếu hụt trên thị trường. Kịch bản nhận thức được nguy cơ thiếu hàng hóa nhưng vẫn mua tích trữ chính là một ví dụ về lời tiên tri tự hoàn thành.

## Ví dụ
Mua hàng tích trữ xảy ra trước, trong hoặc sau khi các sự kiện sau đây xảy ra:
- Chiến tranh thế giới thứ nhất[4] và thứ hai [5]
- Đại dịch cúm toàn cầu năm 1919–1920 ("cúm Tây Ban Nha") – đã dẫn đến mua tích trữ quinine, phương thuốc trị cúm và triệu chứng của nó từ nhà hóa học và bác sĩ phẫu thuật.[6] Giá của thuốc bôi mỡ Vicks VapoRub tăng từ 900.000 $ lên 2,9 triệu $ chỉ trong vòng một năm.[7]
- Siêu lạm phát tại Đức 1922–1923
- Một cuộc đột biến rút tiền gửi là kết quả của việc dự trữ tiền tệ xảy ra ở Hoa Kỳ khi bắt đầu cuộc Đại khủng hoảng [8]
- Nạn đói Bengal năm 1943 [9]
- Khủng hoảng tên lửa Cuba năm 1962 - dẫn đến mua tích trữ thực phẩm đóng hộp ở Hoa Kỳ [10]
- Cuộc khủng hoảng dầu mỏ 1979–1980 dẫn đến mua dầu tích trữ, dẫn đầu là Nhật Bản.[11]
- Sự xuất hiện năm 1985 của New Coke khiến nhiều người tiêu dùng mua Coca-Cola Classic tích trữ [12][13]
- Sự cố Y2K [14][15]
- 2001 - mua tích trữ kim loại, vàng và dầu trên thị trường hàng hóa quốc tế sau sự tấn ngày 11 tháng 9 [16]
- Tháng 1 và tháng 2 năm 2003, trong khi dịch SARS bùng phát, nhiều đợt mua tích trữ nhiều mặt hàng sản phẩm khác nhau (muối, gạo, giấm, dầu thực vật, kháng sinh, khẩu trang và thuốc Đông y) diễn ra ở tỉnh Quảng Đông, Hải Nam và Hồng Kông.[17]
- Cuộc biểu tình về nhiên liệu năm 2000 và 2005 tại Anh [18][19]
- Vụ nổ nhà máy hóa chất Cát Lâm năm 2005 - tích trữ nước, thực phẩm [20]
- Thiếu hụt đạn dược tại Hoa Kỳ 2008–2013 - những người sở hữu súng mua tích trữ súng vì sợ luật kiểm soát súng đạn gây khó khăn hơn dưới thời Tổng thống Barack Obama.[21][22]
- Tháng 9 năm 2013 trong cuộc khủng hoảng kinh tế tại Venezuela, chính phủ Venezuela đã tạm thời tiếp quản nhà máy sản xuất giấy vệ sinh của Công ty sản xuất giấy Aragua để quản lý việc "sản xuất, tiếp thị và phân phối" giấy vệ sinh sau nhiều tháng bị cạn kiệt hàng hóa cơ bản như giấy vệ sinh, gạo và dầu ăn.[23]
- Dakazo - Trong bối cảnh giảm tỷ lệ ủng hộ trước cuộc bầu cử Venezuela năm 2013, Tổng thống Venezuela Nicolás Maduro tuyên bố quân đội chiếm đóng các cửa hàng vào ngày 8 tháng 11 năm 2013, ra lệnh "Không để lại gì trên kệ hàng!" [24] Lệnh giảm giá các mặt hàng bán lẻ đồ điện tử tiêu dùng đã gây ra tình trạng cướp bóc ở nhiều thành phố trên khắp Venezuela.[25] Đến cuối thời kỳ Dakazo, nhiều cửa hàng ở Venezuela bỏ trống kệ hàng cho đến tháng 11 năm 2014.
- Đại dịch COVID-19 - Mua đồ tích trữ xảy ra nhiều nơi trên toàn thế giới vào tháng 2 và tháng 3 năm 2020, khi các cửa hàng trên khắp thế giới cạn kiệt các mặt hàng như khẩu trang, thực phẩm, nước đóng chai, giấy vệ sinh (hạn chế),[26] cồn sát khuẩn, khăn ướt kháng khuẩn và thuốc giảm đau.[27] Do đó, nhiều nhà bán lẻ đã phân phối việc bán các mặt hàng này.[28] Các nhà bán lẻ trực tuyến eBay và Amazon đã đăng lên trang bán hàng các mặt hàng do các bên thứ ba cung cấp như giấy vệ sinh,[29] khẩu trang, nước rửa tay và khăn ướt kháng khuẩn trong khi lo ngại về nâng giá cơ hội (chặt chém).[30][31] Do đó, Amazon đã hạn chế việc bán các mặt hàng nêu trên và một số mặt hàng khác như nhiệt kế và máy thở cho chuyên gia chăm sóc sức khỏe và cơ quan chính phủ.[32]

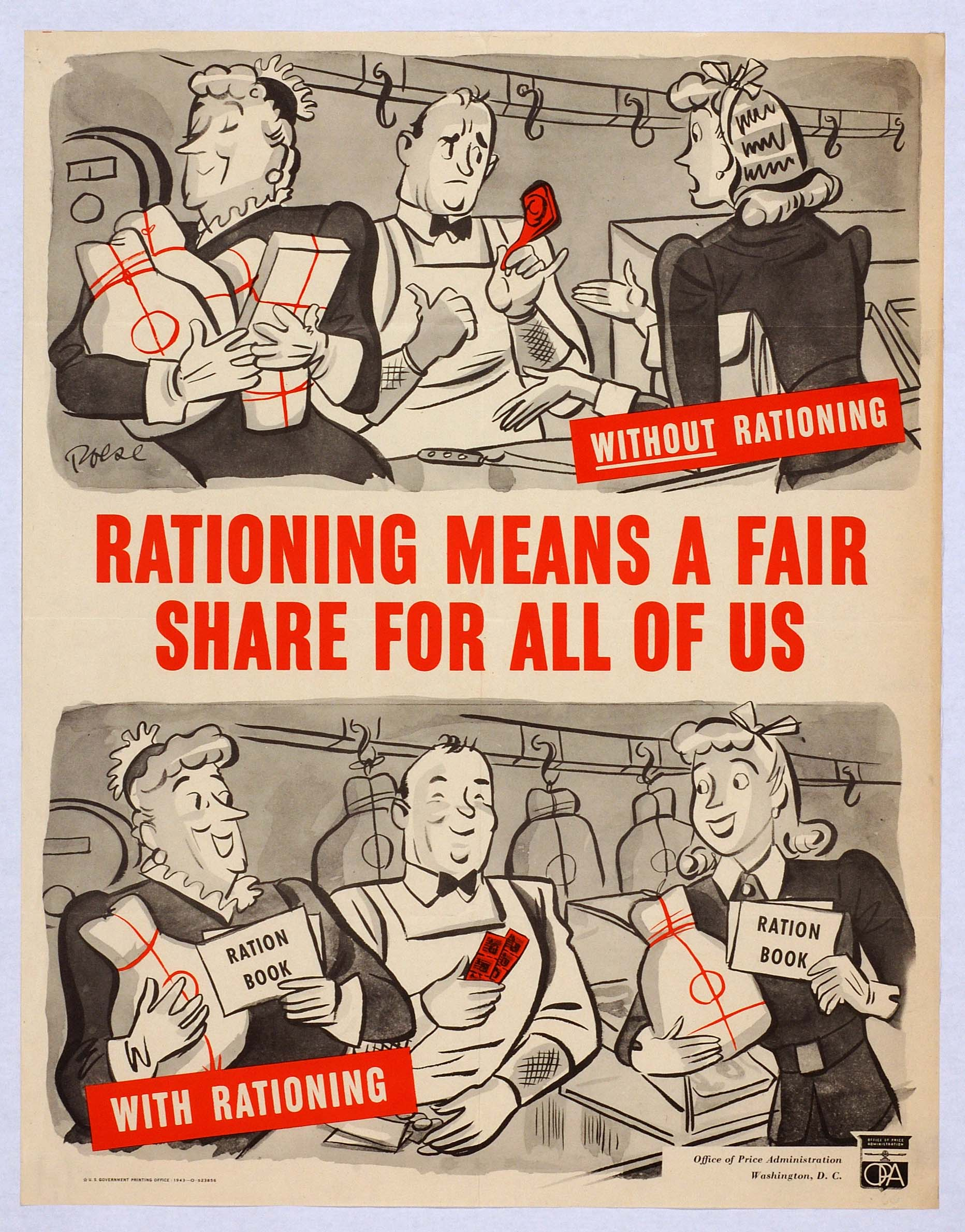
Tấm áp phích tuyên truyền phân phối hàng hóa hợp lý của Hoa Kỳ trong Thế chiến II cho thấy những ảnh hưởng của mua tích trữ
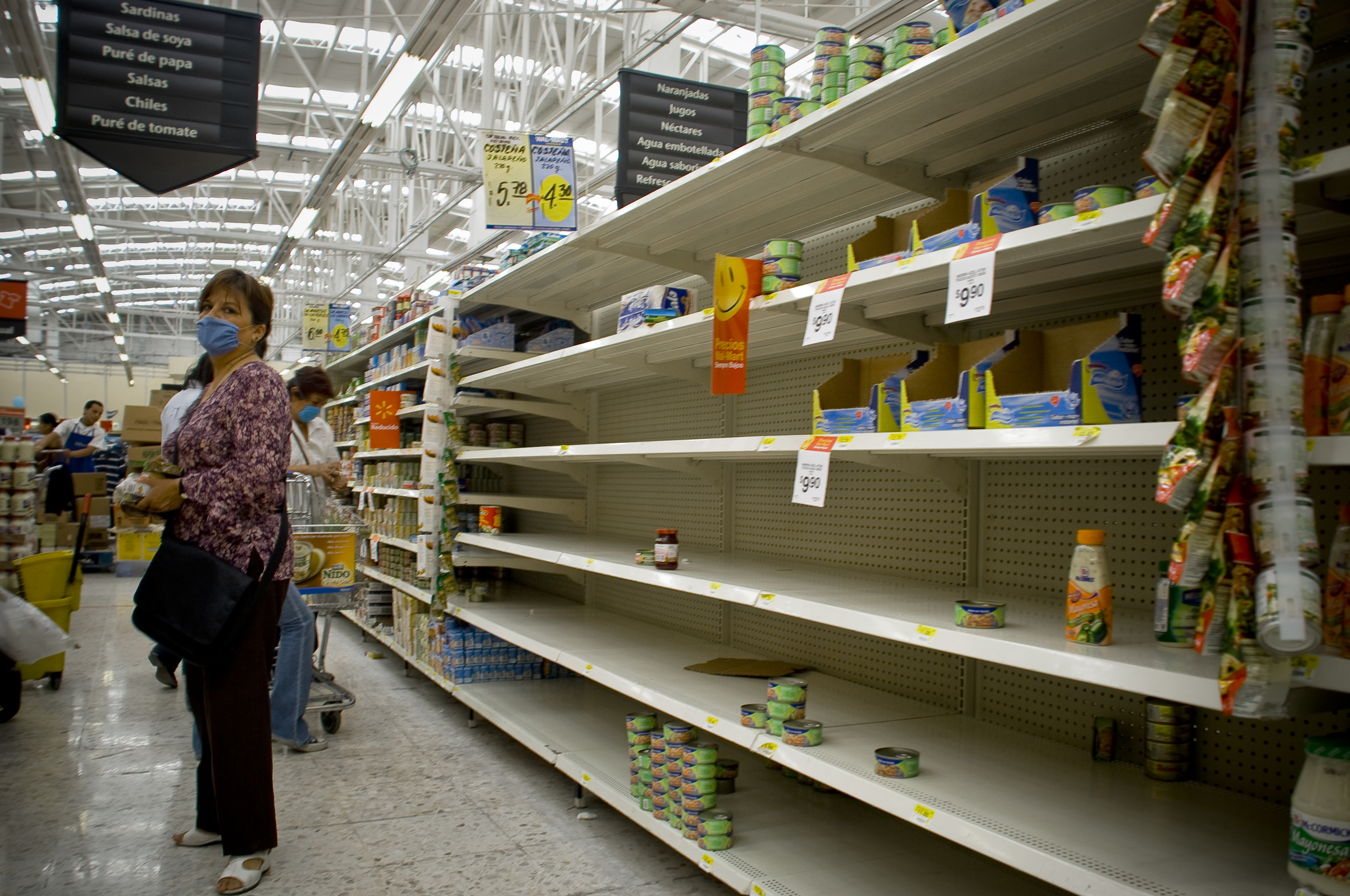
Người dân Thành phố México mua thực phẩm đóng hộp trong đại dịch cúm năm 2009
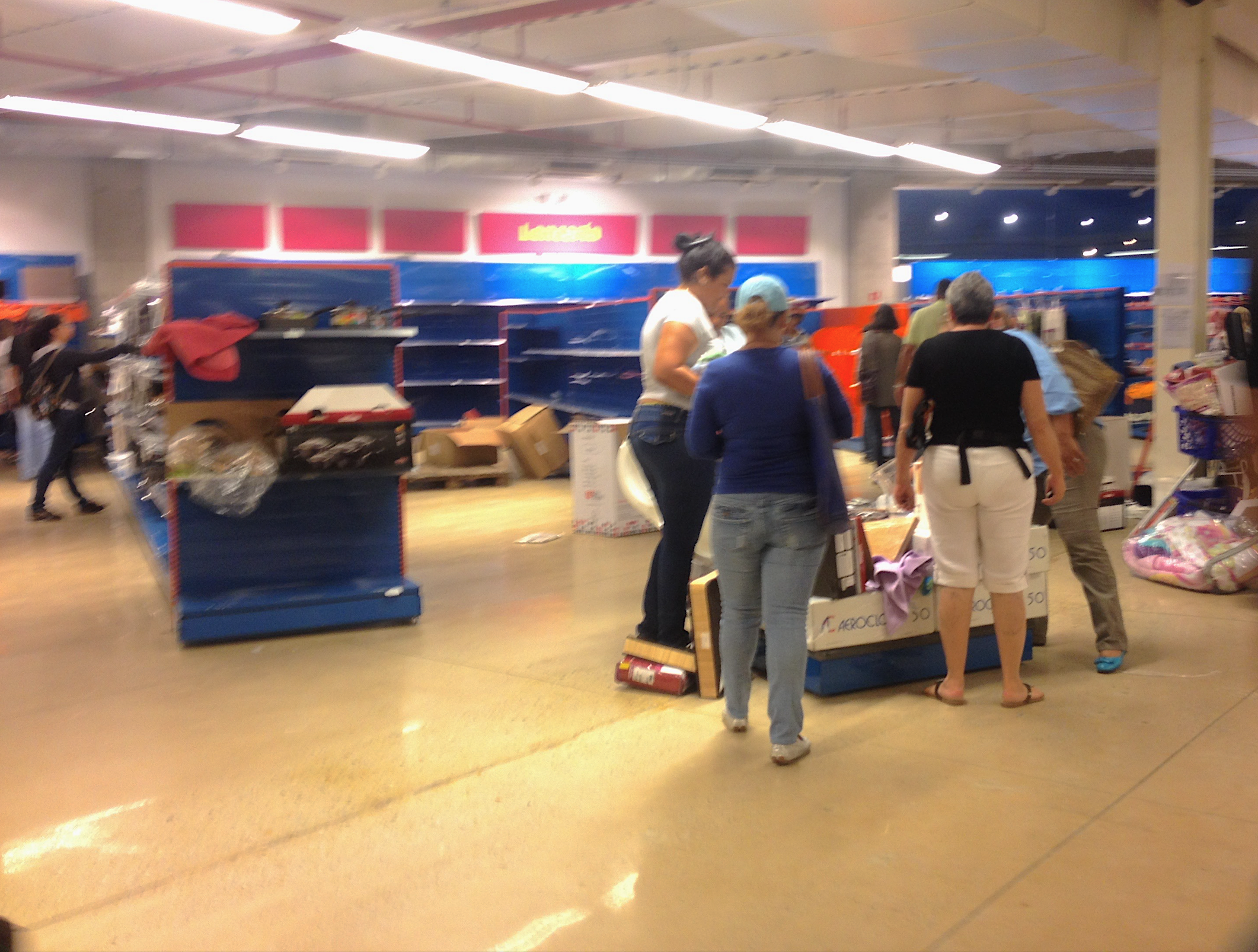
Người Venezuela giành giật hàng hóa trong thời kỳ Dakazo, một sự kiện trong cuộc khủng hoảng tại Venezuela
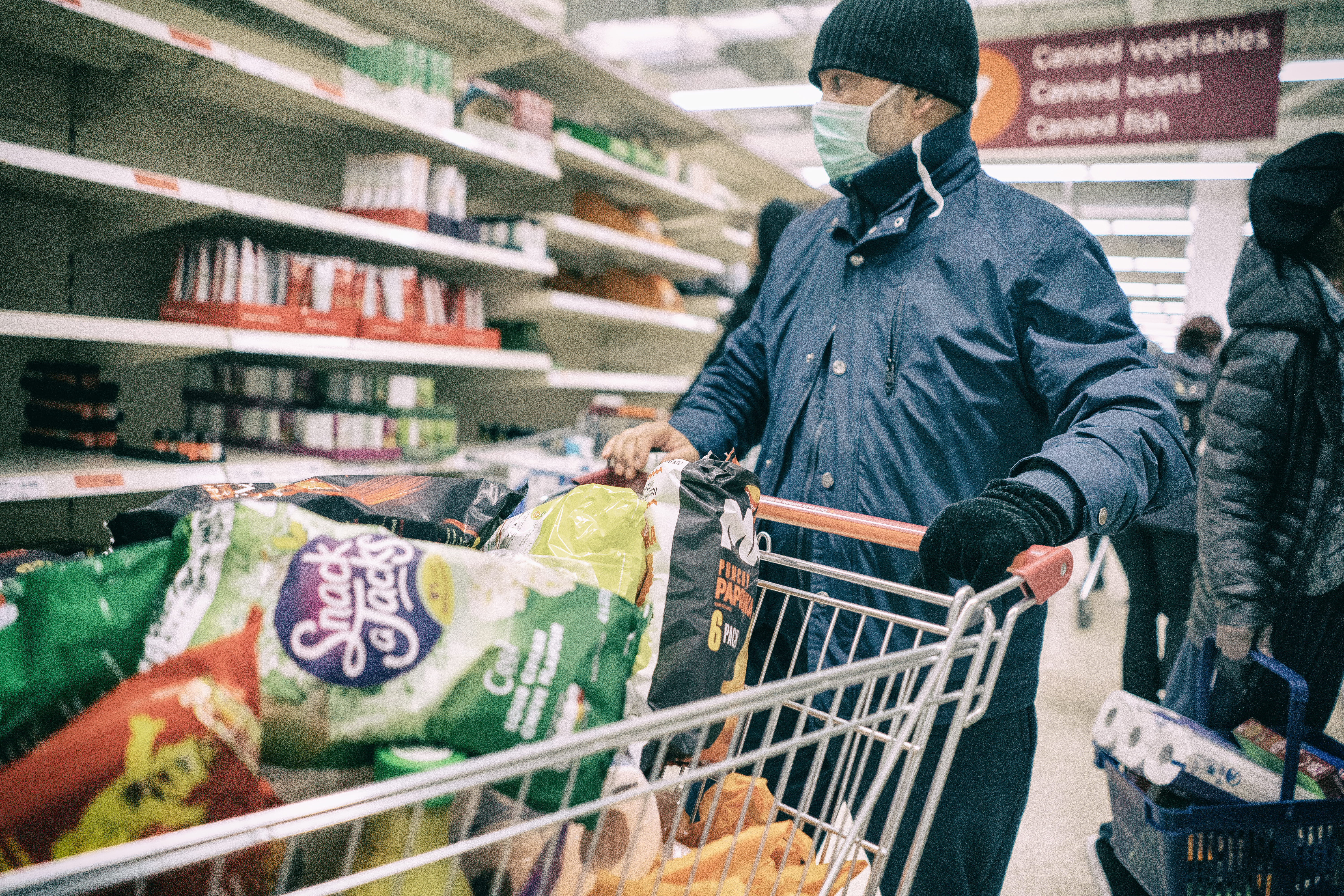
Người dân London mua tích thực phẩm đóng hộp và giấy vệ sinh trong đại dịch coronavirus 2019
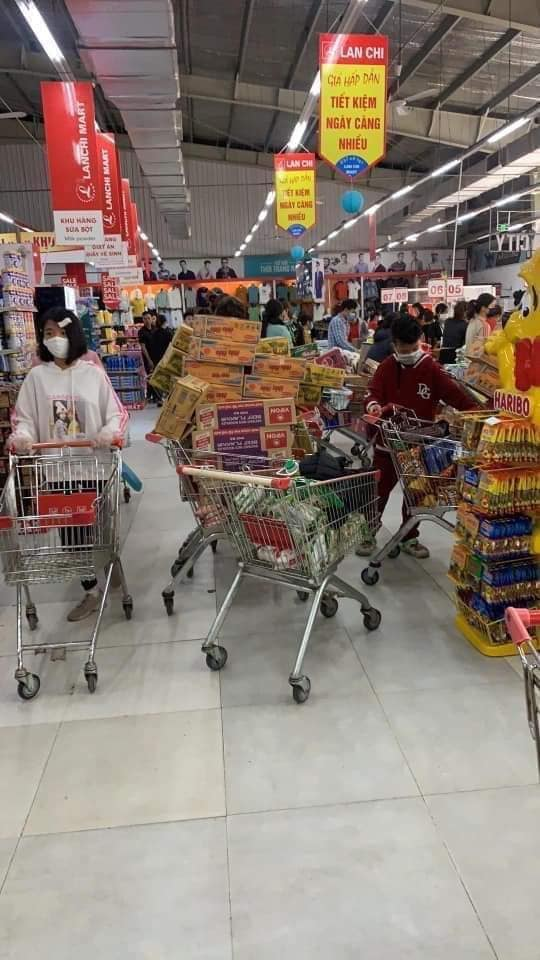
Người dân Việt Nam đổ xô đi mua hàng dự trữ trong đại dịch COVID-19